# Legio II Italica
La Legio II Italica fu una legione romana formata dall'imperatore Marco Aurelio nel 165-166, assieme alla III Italica, in un periodo in cui l'Impero Romano stava combattendo su due fronti: in Germania ed in Partia. Il simbolo della legione era una lupa con i gemelli Romolo e Remo.

## Storia
Venne impiegata per respingere la grande invasione barbarica del 170 nell'ambito delle guerre marcomanniche. La prima fortezza di questa legione risulta essere stata posizionata a Ločica non molto distante dalla latina Celeia (oggi Celje), all'interno dell'appena costituita Praetentura Italiae et Alpium, a difesa dei confini settentrionali ed orientali dell'Italia.
Venne trasferita nel Norico lungo il Danubio, attorno al 173, a guardia del vicino popolo germanico dei Naristi. Il primo quartier generale fu stabilito ad Albing; durante il regno di Commodo (attorno al 190), fu trasferita nella vicina Lauriacum, la moderna Enns.
Nel 193, la II Italica marciò in Roma con l'imperatore Settimio Severo, che combatteva per il potere. Il nuovo imperatore la ricompensò con il titolo di Fidelis (leale) in riconoscimento del suo supporto. Successivamente Settimio Severo impiegò la II Italica contro le ribellioni di Pescennio Nigro e Clodio Albino, e nelle sue campagne contro i Parti.
Nel III secolo, l'appoggio delle legioni era cruciale per i candidati al trono. Ben conscio di questo fatto, Gallieno concesse alla II Italica il cognomina di VII Pia VII Fidelis (sette volte fedele, sette volte leale) per assicurarsi il suo appoggio.
In seguito alla riforma costantiniana dell'esercito romano numerosi distaccamenti legionari (vexillationes) che erano stati inviati lontani dalla base principale della "legione madre", non fecero più ritorno e vennero trasformati in unità legionarie indipendenti (di 1.000 armati circa). Questo è il caso della legio comitatensis chiamata Secundani Italiciani che al tempo della Notitia dignitatum apparteneva al Numerus intra Africam.
Esistono testimonianze della II Italica che fosse ancora nel Norico all'inizio del V secolo.